# متنزه بيتي وويلبر ديفيس الحكومي
متنزه بيتي وويلبر ديفيس الحكومي هو متنزه حكومي تبلغ مساحته 223 أكر (0.90 كـم2).

## التسمية
سمي المنتزه على اسم الزوجين النيويوركيين اللذين تبرعا بالأرض ويتميز هذه المتنزه بالغابات والأراضي المفتوحة وبركتان.

## الوصف
تم افتتاح حديقة بيتي وويلبر ديفيس الحكومية في وتمت إضافة كبائن خشبية مفروشة بالكامل في تضم الحديقة أيضًا طاولات نزهة وجناحًا وبركًا للصيد وإطلاق سراح الصيد ومسارات المشي لمسافات طويلة والصيد في الموسم. خلال فصل الشتاء ، تتوفر الحديقة للتزلج الريفي على الثلج والمشي بالأحذية الثلجية.

## روابط خارجية
- متنزهات ولاية نيويورك - بيتي وويلبر ديفيس
- بيتي ويلبر ديفيس ستيت بارك خريطة المسار